# Krzysztof Książek
Krzysztof Książek (sinh 5 tháng 8 năm 1992) là một nghệ sĩ dương cầm cổ điển người Ba Lan đến từ Krakow, ngoài ra từng là người chiến thắng và dành giải thưởng cao nhất tại các cuộc thi dương cầm quốc gia và quốc tế.
Đề cử của anh là Polityka Passport Award for Classical Music. Từ năm 2005, anh đã luyện tập với Stefan Wojtas, lần đầu tiên ở trường trung học âm nhạc, bây giờ là sinh viên của Học viện Âm nhạc Feliks Nowowiejski ở Bydgoszcz.
Anh đã giành được giải thưởng trong các cuộc thi ở Ba Lan và quốc tế, bao gồm Vòng Ricard ở Lleida, Tây Ban Nha, các cuộc thi quốc tế Lviv tại Ukraine, "Città di Avezzano" ở Ý (năm 2011, giải nhất) và Piano của Pê-nê-ti-a Frédéric Chopin Cuộc thi tại Warsaw (năm 2011, giải ba, năm 2015, giải nhì lần thứ 5), Nghệ sĩ dương cầm quốc gia XV Ricard Vines (Lleida, Tây Ban Nha 2009), Cuộc thi piano quốc tế Chopin (Lviv, Ukraine 2010), VI Concorso Internazionale Pianistico "Citta di Avezzano" (Avezzano), Ông đã tham dự Liên hoan nhạc Chopin lần thứ 67 tại Duszniki-Zdrój, Liên hoan âm nhạc quốc tế lần thứ 18 của Liên hoan Âm nhạc Silesian, Liên hoàn Khuyến khích Quốc gia lần thứ 5 "August Talents" Ông là người nhận học bổng của Quỹ Sapere Auso Malopolska từ Thủ tướng, Bộ Văn hoá và Di sản Quốc gia, và Quỹ Pro Musica Bona.
Vào vòng sơ bộ của anh, anh đã được nhận vào danh hiệu là cựu vô địch của giải nhì cuộc thi piano quốc gia Fryderyk Chopin năm 2015 tại Warsaw vào năm 2015. Anh đã bị dừng lại ở vòng thứ ba của cuộc thi piano quốc tế Frederick Chopin lần thứ XVII vào năm 2015. Mặc dù Krzysztof Książek không đủ điều kiện đễ được lọt vào trận chung kết của cuộc thi Chopin, nhưng, theo Andrzej Sułek, người đã tin rằng tên của anh sẽ được trở lại cuộc thi vào những ngày nào đó.

## Tiểu sử

### Cuộc đời
Krzysztof Książek, sinh ngày 5 tháng 8 năm 1992 tại Kraków, miền Nam Ba Lan, là người bán kết và là người nhận hai giải thưởng bổ sung tại cuộc thi piano quốc tế Fryderyk Chopin lần thứ 17 ở Warsaw.

### Khi học piano (từ 2001)
Anh bắt đầu học dương cầm khi lên 9 tuổi trong lớp piano của Grażyna Hesko-Kołodzińska tại Trường Âm nhạc Tiểu học Stanisław Wiechowicz ở Kraków (2001). Giữa năm 2005 và năm 2016, anh học với giáo sư Stefan Wojtas, trước đây là sinh viên của Trường Âm nhạc Trung học Fryderyk Chopin ở Krakow, sau đó là Học viện Âm nhạc ở Kraków (bằng cử nhân) và cuối cùng là Học viện Âm nhạc Feliks Nowowiejski ở Bydgoszcz, từ đó anh tốt nghiệp vào năm 2016.
Anh hiện đang tiếp tục các nghiên cứu với giáo sư Arie Vardi tại Hochschule für Musik, Theater und Medien Hannover.

### Các cuộc thi
Książek đã giành được một số giải thưởng có uy tín nhất trong các cuộc thi của Ba Lan và quốc tế, bao gồm Giải Ludwig Stefański lần thứ 10 và Giải Halina Czerny-Stefanska - Giải nhất, Grand Prix, giải đặc biệt cho các tác phẩm của Chopin và giải thưởng từ nhóm nhà tài trợ Nhật Bản Kigoukai, dưới hình thức một buổi hòa nhạc ở Nhật Bản (Płock, năm 2008); Cuộc thi piano quốc tế Chopin - Giải nhất, Grand Prix và giải đặc biệt (Lviv, Ukraine 2010); Cuộc thi Perez Paderewski lần thứ 2 - Giải nhì và giải đặc biệt cho buổi biểu diễn của tác phẩm Paderewski (Los Angeles, USA 2013); Cuộc thi Perez Paderewski quốc tế lần thứ 9 - giải đặc biệt dành cho Cúp Cực kỳ Tốt nhất cho vòng bán kết hoặc trận chung kết (Bydgoszcz 2013); Cuộc thi piano quốc gia Fryderyk Chopin - Giải nhất và giải đặc biệt (Warsaw 2013); và cuộc thi piano quốc gia Fryderyk Chopin - Giải nhì (Warsaw 2015); Concours International de Piano de l'Orchester Philharmonique du Maroc - Giải ba (Rabat và Casablanca, Morocco, năm 2016).
Nghệ sĩ biểu diễn tại Liên hoan Âm nhạc Chopin Quốc tế lần thứ 67 và 69 tại Duszniki Zdrój, Lễ hội âm nhạc quốc gia lần thứ 18 "Silesia" của Giải thưởng Âm nhạc Trẻ ở Katowice, và Lễ hội Premia lần thứ hai của Giải Arthur Rubinstein Philharmonic ở Łódź. Anh đã từng biểu diễn tại Nhật Bản, Nga, Anh, Đức, Pháp, Thụy Sĩ, Ý, Nam Phi, Hoa Kỳ, Maroc, Ba Lan, Slovakia, Ukraine và Hungary. Anh nhận học bổng của Bộ Khoa học và Giáo dục Đại học, Bộ Văn hoá và Di sản Quốc gia, Quỹ Pro Musica Bona, và chương trình Young Ba Lan. Trong những năm 2005-2011, anh được hỗ trợ bởi Quỹ Nhi đồng Ba Lan. Tháng 3 năm 2014, anh được nhận học bổng Krystian Zimerman.

### Cưới
Krzysztof Książek cưới Agnieszka Zahaczewska-Książek vào năm 2016 và có hai người con.

## Sở thích hiện hay của Krzysztof
Sở thích của Książek cũng bao gồm âm nhạc cổ điển và nhạc thính phòng mà anh đã học dưới sự giám hộ của giáo sư Kaja Danczowska, Justyna Danczowska, và phó giáo sư Sławomir Cierpik. Anh biểu diễn trong một bộ đôi piano với vợ là Agnieszka Zahaczewska-Ksiażek.